# Psyched Up Janis
Psyched Up Janis var et dansk rock-band stiftet af Sune Rose Wagner, nu medlem af The Raveonettes. Den 3. februar 2014 blev det annonceret at de vil spille på Roskilde Festival 2014.

## Historie
I 1989 i Sønderborg spillede Sune Wagner og Jakob Jørgensen deres første livekoncert under bandnavnet Western Front. 1992 var året, hvor de indspillede deres første demobånd med titlen I Never Change. Et demobånd med en mere funket stil end senere karakteriserede bandet. Samme år flyttede de to til København. Martin Bjerregaard blev bandets nye trommeslager, og sammen drog de til Sverige for at indspille den selvfinansierede ep I Died In My Teens. Sangen af samme navn blev kåret som "Single Of The Week" i bladet Kerrang!. Psyched Up Janis indspillede debutalbummet Swell i Wales med Craig Leon bag producerknapperne.
I 1995 tegnede bandet kontrakt med det engelske pladeselskab This Way Up/Universal. Året efter flyttede de til England for at prøve lykken, dog uden det helt store held. Psyched Up Janis åbnede Roskilde Festivals Orange Scene i 1996. Med på scenen var en lånt trommeslager fra bandet Killing Joke, som sprang til, da Martin netop havde forladt bandet. I 1996 indspilledes Beats Me i England, og albummet blev mixet i de berømte Abbey Road-studier. Jesper Reginal fra Thau blev den nye mand bag trommerne både på pladen og på scenen.
I 1998 tog Psyched Up Janis på Danmarksturné med albummet Enter The Super Peppermint Lounge. Wagner spillede selv trommer på albummet; dette skete i en gammel stald. Med på turnéen havde de en anden Sønderborg-kending, MC Clemens, som opvarmning. 1998 var også året, hvor bandet flyttede til USA, og i 1999 udgav de det akustiske livealbum The Quiet Album optaget på spillestedet Rytmeposten i Odense og spillede deres sidste koncert sammen. Dette skete i et tæt pakket Grønt Telt på Roskilde Festival. En stak gamle demoer blev samme år udgivet under navnet Hi-Fi Low Life.
Jakob Jørgensen dannede senere bandet Knallert, Martin Bjerregaard tog på turne og indspillede med det australske punk-band The Saints og blev senere medlem af Racetrack Babies, med hvem han turnerede og indspillede pladen The End... Sune har siden spillet i surf-orkestret Tremelo Beer Gut og lejlighedsvis med Sort Sol. I 2002 præsenterede han sit nye band The Raveonettes med Sharin Foo (vokal, bas) som den anden frontfigur. Bandet skiftede flere gange navn til bl.a. "The Girl On Death Row" og "The Shades" før valget faldt på The Raveonettes.
Den 1. august 2019 blev det annonceret, at Psyched up Janis gendannes til to koncerter i efteråret 2019.